# María Soriano Llorente
Maria Soriano Llorente (València,12 de juny de 1900 - Madrid, 24 de març de 1996) fou una mestra espanyola, pionera de la pedagogia terapèutica. Va dirigir l'Escola Central d'Anormals de Madrid entre 1923 i 1970. Se li concedí, a títol pòstum, l'any 1999, la condecoració de la Gran Creu de l'Orde d'Alfons X el Savi, en reconeixement de la seva tasca pedagògica en l'educació especial.

## Biografia
Filla d'una mestra i d'un enginyer, Maria dels Desemparats Soriano Llorente va néixer a València on va passar la seva infància fins als 11 anys, en què la família es trasllada a Madrid. L'any 1919 es gradua com a Maestra de Primera Enseñanza a l'Escola Normal de Guadalajara, i el 1923 ho fa a l'Escola d'Estudis Superiors de Magisteri, secció de Ciències, de Madrid. Aquest mateix any obté per oposició una plaça a l'Escola Central del Patronat d' Anormals Mentals de Madrid (després, Institut Nacional de Pedagogia Terapèutica) i n'és nomenada directora pedagògica. Romandrà en aquest centre fins a la seva jubilació l'any 1970.

### L'Escola Central d'Anormals
Maria Soriano s'incorpora a l' Escola Central d'Anormals el 1923, quan tot just s'ha creat, i única institució pública dedicada a l'educació de l'infant discapacitat. Es troba amb un edifici de condicions precàries però aconsegueix el trasllat a un nou centre, l'any següent, que serà inaugurat per Alfons XIII, i on disposarà de més recursos. Maria Soriano aplicarà els criteris metodològics de Maria Montessori i Ovide Decroly per a dissenyar una escola fonamentada en l'estimulació per al desenvolupament físic, cognitiu i afectiu de l'infant amb discapacitat.
L'Escola va disposar també d'un reglament innovador i amb un enfocament multidisciplinari que integrava en la tasca educativa al personal mèdic, els doctors César Juarros i José Palancar, i al pedagògic, Carmen Higelmo i Dolores Plaza.
Aquest reglament descrivia els serveis a prestar per la institucióː consulta mèdica, laboratori de biometria i psicologia, assistència psicopedagògica per a 60 alumnes, nens i nenes, biblioteca, formació inicial per a mestres i metges i la realització de conferències per a la divulgació del coneixement en educació especial.
L'any 1926, Decroly visita l'escola i en destaca la tasca investigadora, així com la xarxa de col·laboració de què disposa amb instituts psicotècnics de Barcelona i Madrid. Els resultats d'aquestes investigacions es van presentar en diferents àmbits acadèmics ("Le psychodiagnostic de Rochard chez les enfants anormaux" en la IV Conferència internacional de Psicotecnia, París, 1927; una conferència sobre el retard com a conflicte de caràcter social en la Quinzena Social Internacional, París,1928; o el seu treball "La escuela activa como descubridora precoz de transtornos mentales" a Bilbao, el mateix any.
En el marc de l'Exposició Internacional de Barcelona, l'any 1929, Maria Soriano és convidada, en reconeixement de la rellevància internacional de la seva tasca, a exposar una mostra del seu material pedagògic i clínic, així com de les investigacions dutes a terme i de treballs fets pels alumnes de l'escola.

### Viatges d'estudis
L'any 1925 sol·licita una beca a la Junta per a l'Ampliació d'Estudis, per a conèixer la tasca que es duia en terme a les colònies d'estiu a Bèlgica i assistir al primer Congrés Internacional del Nen a Ginebra. Suïssa. Aquesta estada la posarà en contacte amb les figures més importants de l'àmbit pedagògic del moment (Montessori, Pavlov, Claparède, Piaget i Decroly) i li permetrà conèixer altres centres similars al seu.
Obtindrà una nova beca per a viatjar a Alemanya i Àustria i ampliar la seva formació en institucions pedagògiques durant els estius de 1930 a 1932.

### L'Institut Nacional de Pedagogia Terapèutica
Els anys 30 i 40 suposen la consolidació del projecte de Maria Soriano, tot i les dificultats pels canvis polítics de l'època, la guerra civil i l'inici de la dictadura franquista. Així, l'any 1931, amb el trasllat a unes noves instal·lacions, l'escola passa a anomenar-se Escola Nacional d'Anormals i l'any 1942 organitza les primeres colònies d'estiu, a Santander, amb una subvenció del ministeri d'Educació Nacional. És l'any 1960 quan es produeix un canvi important i l'escola canvia de nom pel d'Institut Nacional de Pedagogia Terapèutica. Fruit de l'evolució pedagògica aconseguida i dels nous enfocaments psicopedagògics, els termes "anormal" o "mentalment retardat" són substituïts, pel seu sentit negatiu, pel terme "inadaptat" i la intervenció s'orienta tant a la correcció del déficits com a l'adaptació social dels nens i nenes. L'any 1967, s'aprovarà un nou reglament que serà el model de tots els centres i associacions dedicats a l'educació especial.

### Assessoraments
En la dècada dels 60, Maria Soria desenvolupa una tasca d'assessorament en educació especial en l'àmbit local, nacional i internacional. Els projectes més destacats són la planificació de l'atenció educativa a Orense, l'any 1964, i el desenvolupament de l'educació especial a Costa Rica, l'any 1968. Finalment, amb l'elaboració del Pla Nacional d'Educació Especial, l'any 1978, el seu model educatiu tindrà una difusió en l'àmbit de l'OCDE com a exemple de planificació educativa.
Maria Soriano va presidir la Reunió Internacional per a l'Estudi Científic del Retard Mental (Santiago de Compostela, 1990) i va ser designada com a ambaixadora de l'Educació Especial d'Espanya i Iberoamèrica per la UNESCO (1991).

## Reconeixements
Va rebre nombrosos reconeixements oficials, com la Creu d'Alfons XII (1925), la Creu d'Alfons X el Savi (1967), l'Ordre Civil de Beneficència (1969) i el premi Reina Sofia d'Integració (1991). A títol pòstum li va ser atorgada la Gran Creu de l'Orde d'Alfons X el Savi (1999).
L'any 1992 es publicà el llibre La educación de los niños deficientes mentales en España: análisis histórico a través de un hilo conductor. Libro homenaje a María Soriano, de Santiago Molina García i amb pròleg de Federico Mayor Zaragoza.